# V Sculptoris
V Sculptoris är en pulserande variabel av Mira Ceti-typ (M) i stjärnbilden i Bildhuggaren. 
Stjärnan varierar mellan visuell magnitud +8,7 och 15 med en period av 296,1 dygn.